# Ana Sofrenović
 (mars 2024).
La mise en forme du texte ne suit pas les recommandations de Wikipédia : il faut le « wikifier ».
Les points d'amélioration suivants sont les cas les plus fréquents. Le détail des points à revoir est peut-être précisé sur la page de discussion.
- Les titres sont pré-formatés par le logiciel. Ils ne sont ni en capitales, ni en gras.
- Le texte ne doit pas être écrit en capitales (les noms de famille non plus), ni en gras, ni en italique, ni en « petit »…
- Le gras n'est utilisé que pour surligner le titre de l'article dans l'introduction, une seule fois.
- L'italique est rarement utilisé : mots en langue étrangère, titres d'œuvres, noms de bateaux, etc.
- Les citations ne sont pas en italique mais en corps de texte normal. Elles sont entourées par des guillemets français : « et ».
- Les listes à puces sont à éviter, des paragraphes rédigés étant largement préférés. Les tableaux sont à réserver à la présentation de données structurées (résultats, etc.).
- Les appels de note de bas de page (petits chiffres en exposant, introduits par l'outil «  Source ») sont à placer entre la fin de phrase et le point final[comme ça].
- Les liens internes (vers d'autres articles de Wikipédia) sont à choisir avec parcimonie. Créez des liens vers des articles approfondissant le sujet. Les termes génériques sans rapport avec le sujet sont à éviter, ainsi que les répétitions de liens vers un même terme.
- Les liens externes sont à placer uniquement dans une section « Liens externes », à la fin de l'article. Ces liens sont à choisir avec parcimonie suivant les règles définies. Si un lien sert de source à l'article, son insertion dans le texte est à faire par les notes de bas de page.
- La présentation des références doit suivre les conventions bibliographiques. Il est recommandé d'utiliser les modèles {{Ouvrage}}, {{Chapitre}}, {{Article}}, {{Lien web}} et/ou {{Bibliographie}}. Le mode d'édition visuel peut mettre en forme automatiquement les références.
- Insérer une infobox (cadre d'informations à droite) n'est pas obligatoire pour parachever la mise en page.

Pour une aide détaillée, merci de consulter Aide:Wikification.
Si vous pensez que ces points ont été résolus, vous pouvez retirer ce bandeau et améliorer la mise en forme d'un autre article.
 (mars 2024).
 (mars 2024).
Le contenu est difficilement compréhensible vu les erreurs de traduction, qui sont peut-être dues à l'utilisation d'un logiciel de traduction automatique.
Ana Sofrenović (Ана Софреновић en serbe cyrillique), née le 18 septembre 1972, est une chanteuse et actrice de cinéma et de théâtre serbe.

## Biographie et carrière
De nationalité serbe, Ana Sofrenović naît dans une famille serbo-britannique à Belgrade, en Serbie. Son père, Dragomir Sofrenović est un ingénieur métallurgiste originaire de Semberija (Bosnie-Herzégovine), tandis que sa mère, Sheila Sofrenović est linguiste, traductrice et actrice amateur,originaire d'Angleterre.
Elle a deux filles, Lena et Iva, de son mariage avec l'acteur Dragan Mićanović, avec lequel elle divorce en novembre 2011. En 1999 elle s'installe à Londres, mais elle n'a jamais arrêté de travailler en Serbie. Elle réside aujourd'hui[Quand ?] à Belgrade.
En 1999, elle remporte le prix Tsarica Teodora aux Rencontres cinématographiques de Nis pour le rôle de Tiana dans le film Nebeska udica.
En Angleterre, elle joue dans les séries: Ultimate Force, Vices et Holby City, dans lesquelles elle incarne le personnage de Maria Ovčar de 2000 à 2002.
Outre sa carrière d'actrice, elle est une chanteuse expérimentée, elle a une riche carrière de concert et d'enregistrement, explorant des genres variés allant du rock et du jazz à l'opéra, au théâtre musical et à la musique expérimentale contemporaine. Elle a hérité de son père sa passion pour la musique, celui-ci étant un collectionneur passionné de jazz et de musique classique. Elle fait ses débuts de chanteuse dans le film de 1993 Tell Me Why You Left Me ; elle y interprète la chanson titre.
En 2005, au trente-septième Bemus, elle se produit dans l'opéra Orphée et Eurydice. En janvier 2006, elle se produit au Carnegie Hall de New York dans le cadre d'un concert organisé par Meredith Monk.
Elle reçoit à Paris en 2015 le prix du meilleur rôle dans le film Les Garçons de la rue de Marx et Engels.

## Filmographie
- 1998 : Légionnaire de Peter MacDonald : Katrina
- 1999 : Accroché au ciel (Nebeska Udica ou Небеска удица) de Ljubisa Samardzic : Tijana
- 2008 : Une arnaque presque parfaite (The brothers Bloom) de Rian Johnson : L'épouse de Charleston
- 2012 : L'ombre du mal (The Raven) de James McTeigue : Lady Macbeth
- 2014 : The Kids from the Marx and Engels Street de Nikola Vukčević : Majka Radmila
- 2016 : Despite the Falling Snow de Shamim Sarif : Nadia

## Théâtre
| Date de la Première | Production                                                                 | Rôle                        | Théâtre                       |
| ------------------- | -------------------------------------------------------------------------- | --------------------------- | ----------------------------- |
| 28. Pourrait 2005.  | Tesla (Miloš Crnjanski, réalisé par Nikita Milivojević)                    | Ellen, une riche Américaine | Madlénien                     |
| 21. Mars 2005.      | Lulu (Frank Wedekind, réalisé par Gorcin Stojanović)                       | Comtesse Geschwitz          | Théâtre dramatique yougoslave |
| 12. Mars 1997       | Dans la flamme de la passion (Ivan M. Lalić réalisé par Gorčin Stojanović) | Calendula                   | Théâtre Zvezdara              |
| 18. Décembre 2007   | Cabaret (réalisé par Soja Jovanović)                                       | Sally                       | Théâtre de Terazije           |